# Kambalnyj
Kambalnyj (rusky Камбальный) je stratovulkán, nacházející se na poloostrově Kamčatka. S výškou 2156 m je to nejvyšší vulkán jižní části poloostrova.
Doba nejvyšší erupční aktivity není známa, ale patice struskových kuželů a jejich lávové proudy, nacházející se na západním a jihovýchodním svahu sopky, jsou poměrně mladé a také depozita horninových sesuvů, které byly uvolněny při kolapsu stavby vulkánu, mají podle radiometrického datování pouze 6 300 let. Na svazích vulkánu se vyskytují i aktivní fumaroly, což všechno inklinuje k tomu, že poslední erupce se odehrála jen před pár tisíci lety. Neověřené jsou záznamy o erupci v roce 1767.
K poslední erupci sopky došlo v březnu 2017.